# Punk rap
Ne doit pas être confondu avec Rap hardcore, Synthpunk ou Rapcore.
Le punk rap est un genre musical dérivé du hip-hop influencé par l'éthique rebelle, et parfois les caractéristiques musicales, du punk rock. Le genre est décrit comme influencé par des styles tels que la trap, le punk rock, le heavy metal et le lo-fi.
L'un des premiers promoteurs de la scène est Odd Future, en raison de leur fusion du hip-hop et de l'humour choc. Dans un article pour la BBC, le journaliste Thomas Hobbs a fait référence à la montée du genre comme étant une rébellion contre la politique de l'époque, avec des artistes montrant du dédain pour des sujets tels que le Brexit, la présidence de Donald Trump et le changement climatique.

## Caractéristiques

### Voix et structure

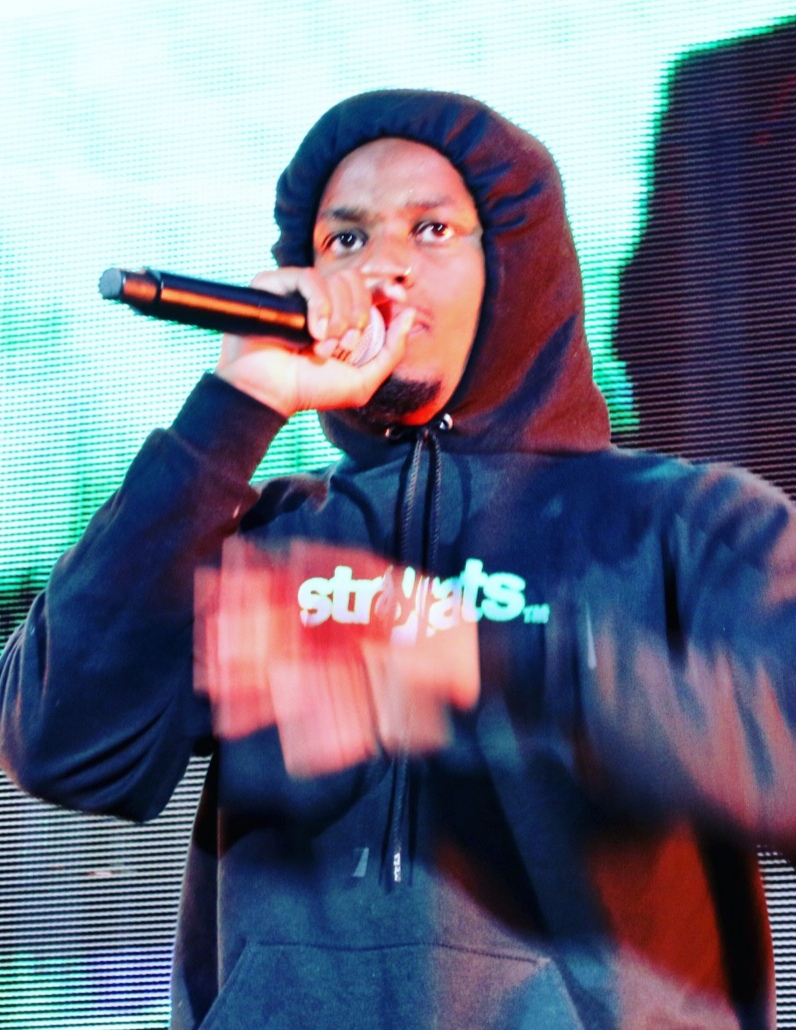
Le punk rappeur Denzel Curry.

Certains artistes utilisent des éléments sonores du punk rock, comme les screams, tandis que d'autres se servent de son attitude et de son style mélodique. Vulture a décrit ses origines comme « le produit d'une convergence entre la trap d'Atlanta et l'éclectisme diabolique des prédécesseurs de Miami comme SpaceGhostPurrp ». Le style de vocalisation criant de Lil Jon a également été cité comme une influence sur le développement du genre.

« C'est ce dont ce game a besoin maintenant ; quelqu'un qui n'en a rien à foutre des règles et qui va juste foutre la merde »

— Ski Mask the Slump God (2017)
D'une certaine manière, le punk hardcore est un « changement radical » par rapport à la musique alternative et populaire de l'époque parce qu'il était joué « plus fort et plus lourd », « n'était pas du rock avec couplets et refrains » et « dissipait toute notion de ce que l'écriture de chansons était censée être [et] c'était sa propre forme », les chansons de punk rap partagent certaines des caractéristiques « non orthodoxes ». Elles sont « courtes, répétitives, distordues et sinistrement efficaces »,.